# 顧瑾
顧瑾（1425年—？），字季琮，直隸崐山縣人，武功左衛軍匠籍，明朝政治人物。進士出身。

## 生平
順天府鄉試第六十七名。景泰五年（1454年）甲戌科會試第一百六十七名，殿試登進士第二甲第三十名。
曾祖父顧居仁。祖父顧永昌。父亲顧廷佐。